# William Blumberg
William Blumberg (* 26. Januar 1998 in New York City, New York) ist ein US-amerikanischer Tennisspieler.

## Karriere

### Juniortour und Collegetennis
Auf der Juniortour konnte William Blumberg als bestes Ergebnis einen 4. Rang in der Juniorenweltrangliste im Januar 2016 erreichen. Sein größter Erfolg war 2015 der Einzug ins Finale des Doppelbewerbs bei den French Open, das er mit seinem Partner Tommy Paul gegen das spanische Duo Álvaro López San Martín und Jaume Munar in zwei Sätzen verlor.
Blumberg studiert seit 2016 an der University of North Carolina at Chapel Hill und spielt im dortigen Tennisteam College Tennis. Er konnte bereits in seinem ersten Jahr 24 Spiele in Folge gewinnen und beendete die Saison mit einer Einzelbilanz von 31:3. 2017 wurde er unter anderem zum ACC-Freshman of the Year gekürt und konnte bei der US-amerikanische Collegemeisterschaft das Finale im Einzel erreichen, das er gegen Thai-Son Kwiatkowski in zwei Sätzen verlor.

### Profitour
Auf der Profitour spielt Blumberg bislang auf der zweit- und drittklassigen Challenger und Future Tour. Er konnte gleich bei seinem ersten Challenger-Turnier in Binghamton das Halbfinale erreichen.
Durch eine Wildcard kam Blumberg zu seinem Grand-Slam-Debüt 2017 bei den US Open im Doppel. An der Seite von Spencer Papa traf er in der ersten Runde gleich auf das topgesetzte Duo Henri Kontinen und John Peers, dem er in zwei Sätzen mit 3:6, 3:6 unterlag.
2021 erhielt er von den Veranstaltern in Newport mit seinem Partner Jack Sock eine Wildcard für das Doppelfeld. Dort spielten sie sich ins Finale, das sie gegen Austin Krajicek und Vasek Pospisil in zwei Sätzen für sich entschieden. Damit gewann er seinen ersten Titel auf der ATP World Tour direkt bei seinem Debüt. Sein erster Titelgewinn auf der Challenger Tour gelang ihm im September in Cary mit Max Schnur.

## Erfolge
| Legende (Anzahl der Siege)  |
| Grand Slam                  |
| ATP World Tour Finals       |
| ATP World Tour Masters 1000 |
| ATP World Tour 500          |
| ATP World Tour 250 (3)      |
| ATP Challenger Tour (6)     |

| ATP-Titel nach Belag |
| Hartplatz (1)        |
| Sand (0)             |
| Rasen (2)            |

### Doppel

#### Turniersiege

##### ATP World Tour
| Nr. | Datum          | Turnier     | Belag     | Partner           | Finalgegner                    | Ergebnis  |
| --- | -------------- | ----------- | --------- | ----------------- | ------------------------------ | --------- |
| 1.  | 18. Juli 2021  | Newport (1) | Rasen     | Jack Sock         | Austin Krajicek Vasek Pospisil | 6:2, 7:63 |
| 2.  | 17. Juli 2022  | Newport (2) | Rasen     | Steve Johnson     | Raven Klaasen Marcelo Melo     | 6:4, 7:5  |
| 3.  | 6. August 2022 | Los Cabos   | Hartplatz | Miomir Kecmanović | Raven Klaasen Marcelo Melo     | 6:0, 6:1  |

##### ATP Challenger Tour
| Nr. | Datum              | Turnier         | Belag         | Partner             | Finalgegner                           | Ergebnis          |
| --- | ------------------ | --------------- | ------------- | ------------------- | ------------------------------------- | ----------------- |
| 1.  | 18. September 2021 | Cary            | Hartplatz     | Max Schnur          | Stefan Kozlov Peter Polansky          | 6:4, 1:6, [10:4]  |
| 2.  | 30. Oktober 2021   | Las Vegas       | Hartplatz     | Max Schnur          | Jason Jung Evan King                  | 7:5, 6:75, [10:5] |
| 3.  | 6. November 2021   | Charlottesville | Hartplatz (i) | Max Schnur          | Treat Huey Frederik Nielsen           | 3:6, 6:1, [14:12] |
| 4.  | 5. Februar 2022    | Cleveland       | Hartplatz (i) | Max Schnur          | Robert Galloway Jackson Withrow       | 6:3, 7:64         |
| 5.  | 29. April 2023     | Savannah        | Sand          | Luis David Martínez | Federico Agustín Gómez Nicolás Kicker | 6:1, 6:4          |
| 6.  | 1. Juli 2023       | Modena          | Sand          | Luis David Martínez | Roman Jebavý Wladyslaw Manafow        | 6:4, 6:4          |

#### Finalteilnahmen
| Nr. | Datum            | Turnier | Belag         | Partner        | Finalgegner                       | Ergebnis         |
| --- | ---------------- | ------- | ------------- | -------------- | --------------------------------- | ---------------- |
| 1.  | 23. Juli 2023    | Newport | Rasen         | Max Purcell    | Nathaniel Lammons Jackson Withrow | 3:6, 7:5, [5:10] |
| 2.  | 11. Februar 2024 | Dallas  | Hartplatz (i) | Rinky Hijikata | Max Purcell Jordan Thompson       | 4:6, 6:2, [8:10] |
| 3.  | 6. April 2024    | Houston | Sand          | John Peers     | Max Purcell Jordan Thompson       | 5:7, 1:6         |

## Abschneiden bei Grand-Slam-Turnieren

### Mixed
| Turnier         | 2022 | Karriere |
| --------------- | ---- | -------- |
| Australian Open | —    | —        |
| French Open     | —    | —        |
| Wimbledon       | —    | —        |
| US Open         | HF   | HF       |